# Goin' Home
«Goin´Home» es el primer sencillo de Toto para su álbum Toto XX lanzado en 1998. Originalmente iba a ser lanzado en su disco de éxitos de 1990 Past To Present pero fue descartada por la compañía, fue grabada en 1989 y cuenta con la participación de Bobby Kimball y Joseph Williams en los vocales.

## Personal
- Bobby Kimball: Vocales
- Joseph Williams: Voz, coros
- David Paich: Teclados
- Steve Lukather: Guitarra, coros
- Jeff Porcaro: Batería, percusión
- Mike Porcaro: Bajo

## Personal adicional
- Jim Horn: Saxofón
- Grabado por: Greg Ladanyi y Shep Lonsdale
- Mezclada por: Bobby Schsper

## Lista de canciones

### Sencillo 7"
1. «Goin' Home» (4:10)
2. «Tale Of A Man» (5:28)

### Sencillo 12" /maxi sencillo
1. «Goin' Home» (4:10)
2. «Tale Of A Man» (5:28)
3. «Modern Eyes» (4:25)
4. «Dave's Gone Skiing» (Live) (5:05)

## Apariciones en vivo
La canción ha estado en el Toto XX World Tour, Mindfields World Tour y en el 35th Anniversary Tour.